# Filippingråfågel
Filippingråfågel (Edolisoma mindanense) är en fågel i familjen gråfåglar inom ordningen tättingar som förekommer i Filippinerna.

## Utseende och levnadssätt
Filippingråfågeln är en 22 centimeter lång relativt oansenlig fågel som lever i trädkronor och skogens mellanskikt. Hanar har svartaktigt ansikte där det svarta sträcker sig ner mot nedre delen av bröstet. Vingpennorna är också svarta, liksom de yttre vitspetsade stjärtfjädrarna. Resten av fjäderdräkten är blekgrå. Honor är genomgående blekgrå. Liknande luzongråfågel (Analisoma coerulescens) är enhetligt gråsvart och vitögd gråfågel (Coracina striata) saknar det svarta på undersidan hos hanarna och har tvärbandad undersida hos honorna. Lätet är dåligt känt.
Fågeln är troligen mycket gäckande, där den sitter ensam och tyst i trädkronor. På berget Malindang verkar den föredra skogar på lägre nivåer och genomgående i utbredningsområdet påträffas den alltsomoftast under 1000 meter över havet. 

## Utbredning och systematik
Filippingråfågel förekommer i Filippinerna och delas in i fem underarter med följande utbredning:
- E. m. lecroyae – Luzon
- E. m. elusa – Mindoro
- E. m. ripleyi – Bohol, Samar, Biliran och Leyte
- E. m. mindanensis – Mindanao och Basilan
- E. m. everetti – Suluöarna (Bongao, Jolo, Lapac och Tawitawi)

Resultat från DNA-studier visar att everetti möjligen utgör en egen art.

### Släktestillhörighet
Tidigare inkluderades släktet Edolisoma i Coracina, men genetiska studier visar att Coracina i vidare bemärkelse är parafyletiskt i förhållande till Lalage och Campephaga.

## Status och hot
Filippingråfågeln listas som sårbar av IUCN eftersom den tros minska relativt kraftigt i antal på grund av skogsavverkningar i dess levnadsmiljö. Det råder dock stor okunskap kring dess egentliga utbredningsområde och bestånd. Generellt är den sällsynt, men samtidigt vida spridd och svår att se och kan därför vara förbisedd.

## Namn
Fågeln har även på svenska kallats mindanaogråfågel och filippinsk gråfågel.